# Collegio elettorale di Darfo Boario Terme (Camera dei deputati)
Il collegio di Darfo Boario Terme fu un collegio elettorale uninominale della Repubblica Italiana per l'elezione della Camera dei deputati. Apparteneva alla circoscrizione Lombardia 2 e fu utilizzato per eleggere un deputato nella XII, XIII e XIV legislatura.
Venne istituito nel 1993 con la cosiddetta Legge Mattarella (Legge n. 277, Nuove norme per l'elezione della Camera dei deputati), attuata in seguito al referendum abrogativo del 1993. La legge istituì per la Camera dei deputati e per il Senato della Repubblica un sistema di elezione misto, in parte maggioritario e in parte proporzionale. Il 75% dei parlamentari dell'assemblea veniva eletto in collegi uninominali tramite sistema maggioritario a turno unico; il restante 25% alla Camera veniva eletto tramite sistema proporzionale con liste bloccate.
Il collegio venne abolito insieme a tutti gli altri che costituivano la Camera con la promulgazione della legge elettorale successiva, la cosiddetta Legge Calderoli. Questa prevedeva un sistema proporzionale con premio di maggioranza, che alla Camera veniva attribuito a livello nazionale.

## Territorio
Il collegio di Darfo Boario Terme era uno dei 74 collegi uninominali in cui era suddivisa la Lombardia e, come previsto dal D.Lgs. del 20 dicembre 1993 n. 536, era interamente compreso nella provincia di Brescia e comprendeva i seguenti comuni: Angolo Terme, Artogne, Berzo Demo, Berzo Inferiore, Bienno, Borno, Braone, Breno, Capo di Ponte, Cedegolo, Cerveno, Ceto, Cevo, Cimbergo, Cividate Camuno, Corteno Golgi, Darfo Boario Terme, Edolo, Esine, Gianico, Incudine, Iseo, Losine, Lozio, Malegno, Malonno, Marone, Monno, Monte Isola, Monticelli Brusati, Niardo, Ome, Ono San Pietro, Ossimo, Paisco Loveno, Paspardo, Pian Camuno, Piancogno, Pisogne, Ponte di Legno, Prestine, Provaglio d'Iseo, Sale Marasino, Saviore dell'Adamello, Sellero, Sonico, Sulzano, Temù, Vezza d'Oglio, Vione e Zone.

## Eletti
| Elezione | Elezione | Deputato              | Partito                 |
| -------- | -------- | --------------------- | ----------------------- |
|          | 1994     | Francesco Ghiroldi    | Polo delle Libertà (LN) |
|          | 1996     | Davide Carlo Caparini | Lega Nord               |
|          | 2001     | Davide Carlo Caparini | Casa delle Libertà (LN) |

## Dati elettorali

### XII legislatura

#### Risultati proporzionale
| Coalizioni        | Coalizioni           | Liste                           | Liste                              | Voti   | %     |
| ----------------- | -------------------- | ------------------------------- | ---------------------------------- | ------ | ----- |
|                   | Polo delle Libertà   |                                 | Lega Nord                          | 27.288 | 30,60 |
|                   | Polo delle Libertà   | Forza Italia                    | 19.638                             | 22,02  |       |
| Totale Coalizione | Totale Coalizione    | 46.926                          | 52,62                              |        |       |
|                   | Patto per l'Italia   |                                 | Partito Popolare Italiano          | 15.816 | 17,74 |
|                   | Patto per l'Italia   | Patto Segni                     | 3.624                              | 4,06   |       |
| Totale coalizione | Totale coalizione    | 19.440                          | 21,80                              |        |       |
|                   | Progressisti         |                                 | Partito Democratico della Sinistra | 6.657  | 7,46  |
|                   | Progressisti         | Rifondazione Comunista          | 3.405                              | 3,82   |       |
|                   | Progressisti         | Partito Socialista Italiano     | 1.334                              | 1,50   |       |
|                   | Progressisti         | Federazione dei Verdi           | 1.189                              | 1,33   |       |
|                   | Progressisti         | La Rete - Movimento Democratico | 615                                | 0,69   |       |
| Totale coalizione | Totale coalizione    | 13.200                          | 14,80                              |        |       |
|                   | Alleanza Nazionale   | Alleanza Nazionale              | Alleanza Nazionale                 | 3.575  | 4,01  |
|                   | Lega Alpina Lumbarda | Lega Alpina Lumbarda            | Lega Alpina Lumbarda               | 3.553  | 3,98  |
|                   | Lista Pannella       | Lista Pannella                  | Lista Pannella                     | 2.485  | 2,79  |
| Totale            | Totale               | Totale                          | Totale                             | 89.179 |       |

#### Risultati uninominale
|                               | Francesco Ghiroldi ✔️ Eletto | Polo delle Libertà (FI - LN - CCD - UDC) | 51 192 | 57,60 |  |  |  |  |  |
|                               | Giovanni De Giuli            | Patto per l'Italia                       | 17 306 | 19,47 |  |  |  |  |  |
|                               | Rosa Pedersoli               | Progressisti                             | 13 902 | 15,64 |  |  |  |  |  |
|                               | Luigi Pelamatti              | Alleanza Nazionale                       | 6 480  | 7,29  |  |  |  |  |  |
| Totale                        | Totale                       | Totale                                   | 88 880 | 100   |  |  |  |  |  |
|                               |                              |                                          |        |       |  |  |  |  |  |
| Fonte: Ministero dell'interno |                              |                                          |        |       |  |  |  |  |  |

### XIII legislatura

#### Risultati proporzionale
| Coalizioni        | Coalizioni                         | Liste                                     | Liste                              | Voti   | %     |
| ----------------- | ---------------------------------- | ----------------------------------------- | ---------------------------------- | ------ | ----- |
|                   | Lega Nord                          | Lega Nord                                 | Lega Nord                          | 37.045 | 42,36 |
|                   | Polo per le Libertà                |                                           | Forza Italia                       | 15.191 | 17,37 |
|                   | Polo per le Libertà                | CCD-CDU                                   | 5.593                              | 6,40   |       |
|                   | Polo per le Libertà                | Alleanza Nazionale                        | 5.181                              | 5,92   |       |
| Totale coalizione | Totale coalizione                  | 25.965                                    | 29,69                              |        |       |
|                   | L'Ulivo                            |                                           | Partito Democratico della Sinistra | 7.688  | 8,79  |
|                   | L'Ulivo                            | Popolari per Prodi (PPI-SVP-PRI-UD-Prodi) | 6.594                              | 7,54   |       |
|                   | L'Ulivo                            | Rinnovamento Italiano                     | 3.462                              | 3,96   |       |
|                   | L'Ulivo                            | Federazione dei Verdi                     | 1.082                              | 1,24   |       |
| Totale coalizione | Totale coalizione                  | 18.826                                    | 21,53                              |        |       |
|                   | Progressisti                       |                                           | Rifondazione Comunista             | 4.015  | 4,59  |
|                   | Lista Pannella - Sgarbi            | Lista Pannella - Sgarbi                   | Lista Pannella - Sgarbi            | 1.259  | 1,44  |
|                   | Movimento Sociale Fiamma Tricolore | Movimento Sociale Fiamma Tricolore        | Movimento Sociale Fiamma Tricolore | 338    | 0,39  |
| Totale            | Totale                             | Totale                                    | Totale                             | 87.448 |       |

#### Risultati uninominale
|                               | Davide Carlo Caparini ✔️ Eletto | Lega Nord           | 36 701 | 41,96 |  |  |  |  |  |
|                               | Ugo Walter Sala                 | L'Ulivo             | 26 033 | 29,77 |  |  |  |  |  |
|                               | Luciano Garatti                 | Polo per le Libertà | 24 727 | 28,27 |  |  |  |  |  |
| Totale                        | Totale                          | Totale              | 87 461 | 100   |  |  |  |  |  |
|                               |                                 |                     |        |       |  |  |  |  |  |
| Fonte: Ministero dell'interno |                                 |                     |        |       |  |  |  |  |  |

### XIV legislatura

#### Risultati proporzionale
| Coalizioni        | Coalizioni              | Liste                   | Liste                                 | Voti   | %     |
| ----------------- | ----------------------- | ----------------------- | ------------------------------------- | ------ | ----- |
|                   | Casa delle Libertà      |                         | Forza Italia                          | 22.844 | 26,65 |
|                   | Casa delle Libertà      | Lega Nord               | 19.670                                | 22,95  |       |
|                   | Casa delle Libertà      | Alleanza Nazionale      | 6.191                                 | 7,22   |       |
|                   | Casa delle Libertà      | CCD-CDU                 | 2.808                                 | 3,28   |       |
|                   | Casa delle Libertà      | Nuovo PSI               | 682                                   | 0,80   |       |
| Totale coalizione | Totale coalizione       | 49.948                  | 57,26                                 |        |       |
|                   | L'Ulivo                 |                         | La Margherita (Dem - PPI - RI- UDEUR) | 12.977 | 15,14 |
|                   | L'Ulivo                 | Democratici di Sinistra | 5.634                                 | 6,57   |       |
|                   | L'Ulivo                 | Il Girasole (FdV - SDI) | 1.374                                 | 1,60   |       |
|                   | L'Ulivo                 | Comunisti Italiani      | 973                                   | 1,14   |       |
| Totale coalizione | Totale coalizione       | 24.665                  | 28,28                                 |        |       |
|                   | Rifondazione Comunista  | Rifondazione Comunista  | Rifondazione Comunista                | 3.403  | 3,97  |
|                   | Lista Di Pietro         | Lista Di Pietro         | Lista Di Pietro                       | 3.099  | 3,62  |
|                   | Lista Pannella - Bonino | Lista Pannella - Bonino | Lista Pannella - Bonino               | 1.893  | 2,21  |
|                   | Libdem. Basta           | Libdem. Basta           | Libdem. Basta                         | 1.646  | 1,92  |
|                   | Democrazia Europea      | Democrazia Europea      | Democrazia Europea                    | 1.159  | 1,35  |
|                   | Partito Pensionati      | Partito Pensionati      | Partito Pensionati                    | 908    | 1,06  |
|                   | Fiamma Tricolore        | Fiamma Tricolore        | Fiamma Tricolore                      | 427    | 0,50  |
|                   | Abolizione scorporo     | Abolizione scorporo     | Abolizione scorporo                   | 31     | 0,04  |
| Totale            | Totale                  | Totale                  | Totale                                | 85.719 |       |

#### Risultati uninominale
|                               | Davide Carlo Caparini ✔️ Eletto | Casa delle Libertà                                       | 45 495 | 52,89 |  |  |  |  |  |
|                               | Vincenzo Raco                   | L'Ulivo                                                  | 28 323 | 32,93 |  |  |  |  |  |
|                               | Luciano Garatti                 | I Liberaldemocratici - Basta! - Valle Camonica Provincia | 8 257  | 9,60  |  |  |  |  |  |
|                               | Biagio Angrisano                | Lista Di Pietro                                          | 3 946  | 4,59  |  |  |  |  |  |
| Totale                        | Totale                          | Totale                                                   | 86 021 | 100   |  |  |  |  |  |
|                               |                                 |                                                          |        |       |  |  |  |  |  |
| Fonte: Ministero dell'interno |                                 |                                                          |        |       |  |  |  |  |  |